# Lissonota aorba
Lissonota aorba là một loài tò vò trong họ Ichneumonidae.